# Leslie Ford
Pour les articles homonymes, voir Ford (homonymie).
Leslie Ford, pseudonyme de Zenith Brown, née Jones le 8 décembre 1898 à Smith River (en), petite ville à la frontière nord de la Californie, et décédée le 25 août 1983 à Baltimore, est un auteur américain de roman policier. Elle signe également ses œuvres des pseudonymes David Frome et Brenda Conrad.

## Biographie
Bien que née en Californie, elles passe son enfance à Tacoma dans l’État de Washington. Elle fait des études supérieures à l’Université de Washington de Seattle.  De 1918 à 1921, elle enseigne dans cette même université en tant qu’assistante à la faculté de philosophie et de grec. En 1921, elle épouse Ford K. Brown. L’année suivante, elle travaille pour un magazine de New York. En 1927, elle décide de se consacrer à l’écriture.
En 1928, elle accompagne son mari qui, pour ses recherches, doit se rendre à l’université d'Oxford en  Angleterre. Elle profite de ses temps libres pour écrire un premier roman policier, The Murder of an Old Man, publié en 1929 sous le pseudonyme de David Frome et qui met en scène le major Gregory Lewis.  Deux ans plus tard, elle regagne les États-Unis pour occuper un poste de professeur dans un collège d’Annapolis au Maryland. Pendant la Deuxième Guerre mondiale, elle est une correspondante de l’aviation américaine sur le front du Pacifique et en Angleterre. Ces activités professionnelles ne l’empêchent pas de poursuivre sa prolifique production de romans policiers.
Sous le pseudonyme de David Frome, elle est surtout connue pour la série des douze enquêtes du limier gallois Evan Pinkerton et de son ami le sergent Bull, parue entre 1930 et 1950. Mais c’est sous son patronyme qu’entre 1934 et 1952 elle livre ses meilleurs romans avec la série en quinze titres des exploits du colonel John Primrose. Ancien membre des services secrets britanniques, le colonel s’est mué en détective privé à la fin de la Première Guerre mondiale et mène ses investigations tambour battant, avec l’aide de son fidèle sergent Buck. Mais dès le deuxième roman du cycle se joint à eux la pétillante veuve Grace Latham qui a le don, suivant en cela les conventions de l’école du Si J’Avais Su (Had I but known (en)), de se mettre les pieds dans le plat, ce qui oblige son chevaleresque ami à de courageuses et délicates interventions pour l’en tirer, le tout étant raconté, comme il se doit, avec un zeste d’humour détaché et moult savoureuses réparties.  On retrouve la joyeuse équipe notamment dans Le Chant du cardinal (1947) et Une starlette à Hollywood (1948).
Leslie Ford a également signé plusieurs nouvelles policières, dont deux appartiennent au cycle Primrose, et plusieurs romans sans héros récurrent, dont trois sous le pseudonyme de Brenda Conrad.

## Œuvre

### Romans signés Leslie Ford

#### SérieLieutenant Joseph Kelly
- Murder in Maryland (1932)
- The Clue of the Judas Tree (1933)

#### SérieColonel Primrose
- The Strangled Witness (1934) Publié en français sous le titre La Voix du sénateur, Paris, Librairie des Champs-Élysées, Le Masque no 923, 1966
- Ill Met By Moonlight (1937)
- The Simple Way of Poison (1937)
- Three Bright Pebbles (1938)
- False to Any Man ou Snow-White Murder (1939)
- Mr. Cromwell is Dead ou Reno Rendezvous (1939)
- Old Lover's Ghost (1940)
- The Murder of the Fifth Columnist ou A Capitol Crime (1941)
- Murder in the O. P. M ou Priority Murder (1942)
- Siren in the Night (1943)
- All for the Love of a Lady ou Crack of Dawn (1944)
- The Philadelphia Murder Story (1945)
- Honolulu Murder Story ou Honolulu Story (1947) Publié en français sous le titre Le Chant du cardinal, Paris, Librairie des Champs-Élysées, Le Masque no 929, 1966
- The Woman in Black (1947)
- The Devil's Stronghold (1948) Publié en français sous le titre Une starlette à Hollywood, Paris, Librairie des Champs-Élysées, Le Masque no 952, 1967
- Washington Whispers Murder ou The Lying Jade (1952)

#### Autres romans
- Footsteps on the Stairs ou The Sound of Footsteps (1931)
- By the Watchman's Clock (1932)
- Burn Forever ou Mountain Madness (1935)
- The Town Cried Murder (1939)
- Road to Folly (1940)
- A Capital Crime ou The Murder of the Fifth Columnist (1941)
- Murder Down South ou Murder with Southern Hospitality (1942)
- Date with Death ou Shot in the Dark (1949)
- Murder is the Pay-off (1951) Publié en français sous le titre Meurtre pour soldes du tous comptes, Paris, Fayard, L'Aventure criminelle no 67, 1959
- The Bahamas Murder Case (1952)
- Invitation to Murder (1954) Publié en français sous le titre Testament pour un massacre, Paris, Fayard, L'Aventure criminelle no 49, 1959
- Murder Comes to Eden (1955)
- The Girl from the Mimosa Club (1957) Publié en français sous le titre La Femme de police, Paris, Fayard, L'Aventure criminelle no 41, 1958
- Trial by Ambush ou Trial from Ambush (1962) Publié en français sous le titre Les Fiancées des autres, Paris, Fayard, L'Aventure criminelle no 157, 1963

### Romans signés David Frome

#### SérieMajor Gregory Lewis
- The Murder of an Old Man (1929)
- In at the Death (1930)
- The Strange Death of Martin Green ou The Murder on the Sixth Hole (1931)

#### SérieEvan Pinkerton
- The Hammersmith Murders (1930)
- The By-Pass Murder ou Two Against Scotland Yard (1931)
- The Man From Scotland Yard ou M. Simpson Finds a Body (1932) Publié en français sous le titre Dans la maison vide, Paris, Nouvelle Revue Critique, L'Empreinte no 110, 1937
- The Eel Pie Murders ou The Eel Pie Mystery (1933) Publié en français sous le titre La Femme de police, Paris, S.E.P.E., Le Labyrinthe, 1947
- M.. Pinkerton Finds a Body ou The Body in the Turl (1934) Publié en français sous le titre Un crime à Oxford, Paris, Nouvelle Revue Critique, L'Empreinteno 163, 1939
- M.. Pinkerton Goes to Scotland Yard ou Arsenic in Richmond (1934) Publié en français sous le titre Le Mystère de Colnbrook, Paris, Gallimard, Détective 1re série no 63, 1936
- M.. Pinkerton Grows a Beard ou The Body In Bedford Square (1934) Publié en français sous le titre Le Crime de Beford Square, Paris, Nouvelle Revue Critique, L'Empreinte no 100, 1936
- M.. Pinkerton Has the Clue (1936) Publié en français sous le titre Le Drame de Moreton Garden, Paris, Éditions de France, coll. À ne pas lire la nuit no 109, 1937
- The Black Envelope ou The Guilt is Plain (1937)
- M.. Pinkerton at the Old Angel ou M.. Pinkerton and the Old Angel (1939)
- M.. Pinkerton: Passage for One (1945)
- Homicide House ou Murder on the Square (1950)

#### Autre roman
- Scotland Yard Can Wait ou That's Your Man Inspector (1933)

### Romans signés Brenda Conrad
- The Stars Give Warning (1941)
- Caribbean Conspiracy (1942)
- Girl with a Golden Bar (1944)

### Nouvelles

#### Nouvelles de la sérieColonel Primrosesignées Leslie Ford
- The Strangled Witness (1934) Publié en français sous le titre L’Énigme du camp de tourisme, Paris, Fayard, Le Saint détective magazine no 57, novembre 1959
- The Clock Strikes ou The Supreme Court Murder (1935) Publié en français sous le titre Le Cadavre sur la Grille, Paris, Opta, Mystère magazine no 296, octobre 1972

#### Autres nouvelles
- Death Stops at a Tourist Camp (1936) Publié en français sous le titre L’Énigme du camp de tourisme, Paris, Fayard, Le Saint détective magazine no 20, octobre 1956
- The Scientific Method (1945)
- The Scarfaced Fugitive and the Murdered Maid (1945) Publié en français sous le titre Le Fugitif balafré et la Bonne assassinée, dans Meurtres pour de vrai, Paris, Gallimard, Série noire no 2344, 1993
- Love isn’t Everything (1950)

#### Nouvelles de la sérieEvan Pinkertonsignées David Frome
- M.. Pinkerton is Present (1936)
- Visitor in the Night (1939)
- The Man on the Iron Palings (1941) Publié en français sous le titre Le Cadavre sur la Grille, Paris, Opta, Mystère magazine no 99, avril 1956 ; réédition signée Leslie Ford, Paris, Opta, L’Anthologie du Mystère no 2, 1962

## Sources
- Jacques Baudou et Jean-Jacques Schleret, Le Vrai Visage du Masque, vol. 1, Paris, Futuropolis, 1984, 476 p. (OCLC 311506692), p. 203.
- Claude Mesplède (dir.), Dictionnaire des littératures policières, vol. 1 : A - I, Nantes, Joseph K, coll. « Temps noir », 2007, 1054 p. (ISBN 978-2-910-68644-4, OCLC 315873251), p. 766.